# Chamaedorea oblongata
Chamaedorea oblongata är en enhjärtbladig växtart som beskrevs av Carl Friedrich Philipp von Martius. Chamaedorea oblongata ingår i släktet Chamaedorea och familjen Arecaceae. Inga underarter finns listade i Catalogue of Life.

## Bildgalleri

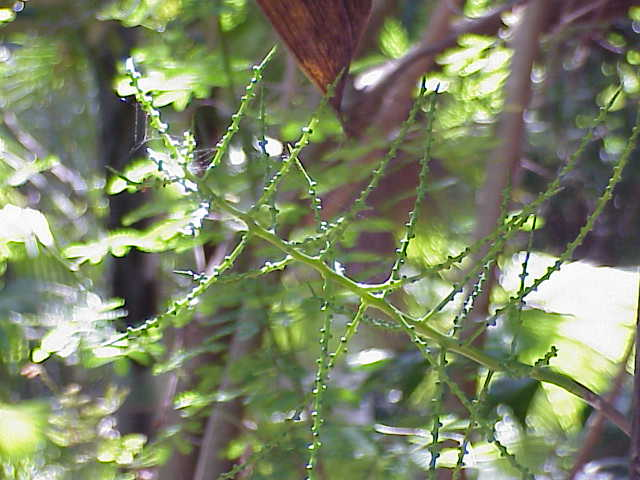
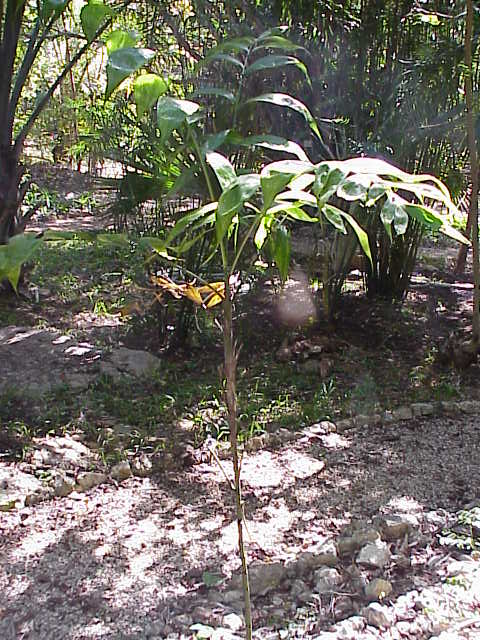
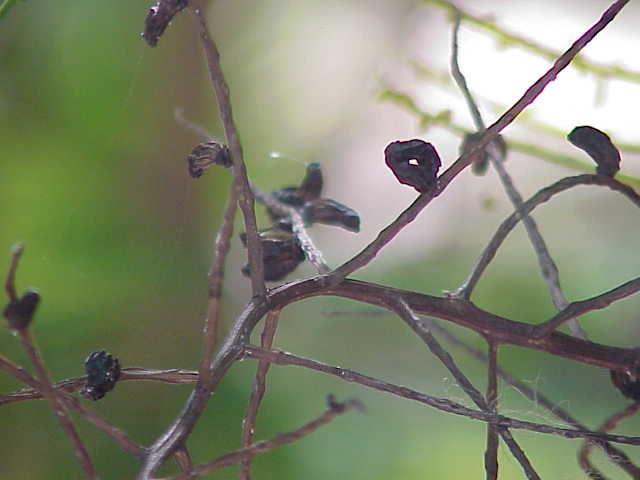